# Кузьминка-2
Кузьминка-2 — исчезнувшая деревня в Венгеровском районе Новосибирской области России. На момент упразднения входила в состав Петропавловского 2-го сельсовета. Исключена из учётных данных в 1972 году.

## География
Располагалась к северу от озера Большой Сюган, в 7,5 км к юго-западу от села Петропавловка 2-я.

## История
Деревня Кузьминка была основана в 1896 году. В 1928 году состояла из 43 хозяйств. В административном отношении являлась центром Кузьминского сельсовета Меньшиковского района Барабинского округа Сибирского края.
Решением Новосибирского облисполкома от 24.04.1972 г. № 264 деревня исключена из учётных данных как фактически не существующая.

## Население
По переписи 1926 г. в деревне проживало 300 человек (148 мужчин и 152 женщины), основное население — русские.